# Gryposaurus alsatei
Gryposaurus alsatei es una especie dudosa del género extinto Gryposaurus dinosaurio ornitópodo, hadrosáurido,  que vivió a finales del periodo Cretácico hace aproximadamente entre 70 a 66 millones de años, en el Maastrichtiense, en lo que hoy es Norteamérica. Descrita en 2016 por T. M. Lehman, S. L. Wick, and J. R. Wagner, proviene de la Formación Javelina en Texas, Estados Unidos, siendo considerada dudosa.